# Universidad de Los Andes Fútbol Club
A Universidad de Los Andes Fútbol Club, comumente referida de Universidad de Los Andes, ou ainda ULA, foi um clube de futebol da Venezuela, situado na cidade de  Mérida.

## História
A Universidad de Los Andes foi fundada no 28 de fevereiro de 1977 com a denominação original de Universidad de Los Andes Mérida Fútbol Club.
O clube já conquistou dois títulos da Liga Venezuelana e uma Copa da Venezuela e, por três vezes na sua história, esteve presente na disputa da Copa Libertadores da América. 
Na edição de 1984 da Libertadores, o estreante Universidad de Los Andes conseguiu passar para a segunda fase da competição, aonde veio a compor chave ao lado de Flamengo e Grêmio. Naturalmente, terminou em último no grupo e deu adeus ao torneio. Nas duas outras vezes em que o Universidad de Los Andes participou da Libertadores, respectivamente em 1992 e 1999, o clube não voltou a passar pela primeira fase.

## Estádio
O Estádio Guillermo Soto Rosa, com capacidade aproximada para 16.500 pessoas, foi a casa da ULA 

## Titulos
- Campeonato Venezuelano (1ª Divisão): 1983, 1990/91
- Campeonato Venezuelano (2ª Divisão): 1986, 1994/95

- Copa da Venezuela: 1995/96